# Jean-Claude Tremblay
Pour les articles homonymes, voir Tremblay.
Jean-Claude Tremblay (né le 22 janvier 1939 à Bagotville, Québec - mort le 7 décembre 1994) est un défenseur professionnel de hockey sur glace de la Ligue nationale de hockey (LNH) et de l’Association Mondiale de Hockey (AMH). Il joue pour les Canadiens de Montréal dans la LNH et pour les Nordiques de Québec dans l'AMH.

## Biographie
Il est mort le 7 décembre 1994 à la suite d’un cancer à l'âge de 55 ans.

### Carrière
Au début de sa carrière amateur, il joue en tant qu'ailier gauche mais lors de sa transition vers une carrière professionnelle, il est muté à la position de défenseur. Il commence son parcours avec les Canadiens de Montréal lors de la saison 1961-1962 avec qui il remporte cinq fois la Coupe Stanley . Il contribue au jeu par son aspect offensif dans une position de défenseur. Il est sélectionné sept fois pour participer au match des étoiles de la Ligue nationale de hockey.
En 1972, Tremblay décide de faire le saut dans l'AMH avec les Nordiques de Québec. Il est la première grande vedette du club et un des meilleurs défenseurs de la ligue naissante. Il est d'ailleurs élu meilleur défenseur en 1973 et 1975 et est choisi parmi l'équipe Canada de l'AMH en 1974, menant les défenseurs en nombre de points. Jean-Claude Tremblay permet également à son équipe de remporter la Coupe AVCO en 1977. Enfin, après avoir été l'un des deux seuls joueurs des Nordiques à avoir joué l'ensemble des sept saisons du club en AMH (l'autre étant le gardien Richard Brodeur), il prend sa retraite à la fin de la saison 1979, à la suite entre autres d'une blessure au genou.
À la suite de la retraite d'Émile « Butch » Bouchard, le chandail numéro 3 est retiré cinq ans puis son numéro est remis dans l'alignement et offert à Jean-Claude Tremblay (qui portait préalablement le numéro 21). À l'occasion d'une cérémonie après l’annonce de sa retraite en 1979, les Nordiques retirent son chandail numéro 3 à nouveau. La saison suivante, les Nordiques de Québec font leur entrée dans la LNH. Jean-Claude Tremblay a donc eu le privilège d'être l'un des trois seuls joueurs à avoir vu son numéro retiré par une équipe de l'AMH en même temps que dans la LNH (les deux autres sont John McKenzie (en) des Whalers de Hartford et Frank Finnigan des Sénateurs d'Ottawa).

### Après-Carrière
À l'automne 1979, Tremblay n'est plus un joueur actif de hockey professionnel. Il devient un des entraîneurs de l'équipe de hockey du Rouge et Or de l'Université Laval pour la saison 1979-1980.
Il a plus tard été dépisteur du Canadiens de Montréal en Europe.

## Honneurs
- 1re équipe d'étoiles de la LNH : 1971
- 2e équipe d'étoiles de la LNH : 1968

Plusieurs personnalités du hockey au Québec souhaitent que Jean-Claude Tremblay soit intronisé au Temple de la renommée du hockey. Une exposition sur sa carrière a été montée par le Musée du Fjord de la Baie à Saguenay. Une pétition s'y trouve pour appuyer l'intronisation de Jean-Claude Tremblay au temple de la renommée.
Une patinoire a été nommée à son nom à La Baie dans sa région natale .

## Statistiques
| Saison     | Équipe                   | Ligue      |     | Saison régulière | Saison régulière | Saison régulière | Saison régulière | Saison régulière |    | Séries éliminatoires | Séries éliminatoires | Séries éliminatoires | Séries éliminatoires | Séries éliminatoires |
| Saison     | Équipe                   | Ligue      | PJ  | B                | A                | Pts              | Pun              | PJ               | B  | A                    | Pts                  | Pun                  |                      |                      |
| 1957-1958  | Canadiens de Hull-Ottawa | AHOsr.     | -   | 5                | 17               | 22               | 16               | -                | -  | -                    | -                    | -                    |                      |                      |
| 1958-1959  | Canadiens de Hull-Ottawa | AHOsr.     | -   | -                | -                | -                | -                | -                | -  | -                    | -                    | -                    |                      |                      |
| 1958-1959  | Americans de Rochester   | LAH        | 3   | 0                | 0                | 0                | 0                | -                | -  | -                    | -                    | -                    |                      |                      |
| 1959-1960  | Canadiens de Montréal    | LNH        | 11  | 0                | 1                | 1                | 0                | -                | -  | -                    | -                    | -                    |                      |                      |
| 1959-1960  | Canadiens de Hull-Ottawa | EPHL       | 55  | 25               | 31               | 56               | 55               | 7                | 1  | 4                    | 5                    | 2                    |                      |                      |
| 1960-1961  | Canadiens de Hull-Ottawa | EPHL       | 37  | 7                | 33               | 40               | 28               | -                | -  | -                    | -                    | -                    |                      |                      |
| 1960-1961  | Canadiens de Montréal    | LNH        | 29  | 1                | 3                | 4                | 18               | 5                | 0  | 0                    | 0                    | 2                    |                      |                      |
| 1961-1962  | Canadiens de Montréal    | LNH        | 70  | 3                | 17               | 20               | 18               | 6                | 0  | 2                    | 2                    | 2                    |                      |                      |
| 1962-1963  | Canadiens de Montréal    | LNH        | 69  | 1                | 17               | 18               | 10               | 5                | 0  | 0                    | 0                    | 0                    |                      |                      |
| 1963-1964  | Canadiens de Montréal    | LNH        | 70  | 5                | 16               | 21               | 24               | 7                | 2  | 1                    | 3                    | 9                    |                      |                      |
| 1964-1965  | Canadiens de Montréal    | LNH        | 68  | 3                | 17               | 20               | 22               | 13               | 1  | 9                    | 10                   | 18                   |                      |                      |
| 1965-1966  | Canadiens de Montréal    | LNH        | 59  | 6                | 29               | 35               | 8                | 10               | 2  | 9                    | 11                   | 2                    |                      |                      |
| 1966-1967  | Canadiens de Montréal    | LNH        | 60  | 8                | 26               | 34               | 14               | 10               | 2  | 4                    | 6                    | 2                    |                      |                      |
| 1967-1968  | Canadiens de Montréal    | LNH        | 73  | 4                | 26               | 30               | 18               | 13               | 3  | 6                    | 9                    | 2                    |                      |                      |
| 1968-1969  | Canadiens de Montréal    | LNH        | 75  | 7                | 32               | 39               | 18               | 13               | 1  | 4                    | 5                    | 6                    |                      |                      |
| 1969-1970  | Canadiens de Montréal    | LNH        | 58  | 2                | 19               | 21               | 7                | -                | -  | -                    | -                    | -                    |                      |                      |
| 1970-1971  | Canadiens de Montréal    | LNH        | 76  | 11               | 52               | 63               | 23               | 20               | 3  | 14                   | 17                   | 15                   |                      |                      |
| 1971-1972  | Canadiens de Montréal    | LNH        | 76  | 6                | 51               | 57               | 24               | 6                | 0  | 2                    | 2                    | 0                    |                      |                      |
| 1972-1973  | Nordiques de Québec      | AMH        | 75  | 14               | 75               | 89               | 32               | -                | -  | -                    | -                    | -                    |                      |                      |
| 1973-1974  | Nordiques de Québec      | AMH        | 68  | 9                | 44               | 53               | 10               | -                | -  | -                    | -                    | -                    |                      |                      |
| 1974-1975  | Nordiques de Québec      | AMH        | 68  | 16               | 56               | 72               | 18               | 11               | 0  | 10                   | 10                   | 2                    |                      |                      |
| 1975-1976  | Nordiques de Québec      | AMH        | 80  | 12               | 77               | 89               | 16               | 5                | 0  | 3                    | 3                    | 0                    |                      |                      |
| 1976-1977  | Nordiques de Québec      | AMH        | 53  | 4                | 31               | 35               | 16               | 17               | 2  | 9                    | 11                   | 2                    |                      |                      |
| 1977-1978  | Nordiques de Québec      | AMH        | 54  | 5                | 37               | 42               | 26               | 1                | 0  | 1                    | 1                    | 0                    |                      |                      |
| 1978-1979  | Nordiques de Québec      | AMH        | 56  | 6                | 38               | 44               | 8                | -                | -  | -                    | -                    | -                    |                      |                      |
| Totaux AMH | Totaux AMH               | Totaux AMH | 454 | 66               | 358              | 424              | 126              | 34               | 2  | 23                   | 25                   | 4                    |                      |                      |
| Totaux LNH | Totaux LNH               | Totaux LNH | 794 | 57               | 306              | 363              | 204              | 108              | 14 | 51                   | 65                   | 58                   |                      |                      |